# Caravelas (Bahia)
Caravelas é um município brasileiro no interior e extremo sul do estado da Bahia, Região Nordeste do país. Ocupa uma área de cerca de 2 380 km², sendo que 6 km² estão em perímetro urbano. Sua população foi estimada em 20 580 habitantes em 2022.
Localiza-se a uma latitude 17º43'55" sul e a uma longitude 39º15'57" oeste, estando a uma altitude de 10 metros, e é banhado pelo rio de mesmo nome.

## Demografia
| Evolução populacional de Caravelas |
| ---------------------------------- |

Em 2016, a população do município foi contada pelo Instituto Brasileiro de Geografia e Estatística (IBGE) em 22.646 habitantes. Porém no censo de 2010, quando a cidade possuía 21.414 habitantes, foram levantados dados de que 10.873 (50,78%) eram homens e 10.541 (49,22%) eram mulheres. Ainda segundo o mesmo censo, 11.309 habitantes (52,81%) viviam na zona urbana e 10.105 (47,19%) na zona rural. Entre 2000 e 2010, a população de Caravelas cresceu a uma taxa média anual de 0,63%, metade da média do Brasil naquele período. O censo também apontou que a taxa de urbanização do município era de 51,40%. Da população total em 2010, 6.246 habitantes (29,17%) tinham menos de 15 anos de idade, 13.681 habitantes (63,89%) tinham de 15 a 64 anos e 1.487 pessoas (6,94%) possuíam mais de 65 anos, sendo que a esperança de vida ao nascer era de 72,5 anos e a taxa de fecundidade total por mulher era de 2,7.
O Índice de Desenvolvimento Humano Municipal (IDH-M) de Caravelas é considerado médio, segundo o Programa das Nações Unidas para o Desenvolvimento (PNUD) no ano de 2010. Seu valor era de 0,616, sendo o 96º maior, entre os 417 municípios da Bahia e 3.771º maior, entre os 5 565 municípios do Brasil. Considerando apenas a educação, o índice era de 0,473, o índice da longevidade era de 0,791; e o de renda era de 0,626. Entre 1991 e 2010, a renda per capita média do caravelense subiu de R$ 146,40 para R$ 394,43, apresentando um aumento total de 169,42%. Isso significa que a renda média da população cresceu a uma taxa 5,35% ao ano. A proporção de pessoas pobres, ou seja, com renda domiciliar per capita inferior a R$ 140,00 era de 34,46% em 2010. Já a população considerada extremamente pobre, com renda domiciliar per capita inferior a R$ 70,00, era de 11,82% no mesmo ano. O Coeficiente de Gini, que mede a desigualdade social, era de 0,56.

## Economia
| Divisão do PIB de Caravelas (2014) | Divisão do PIB de Caravelas (2014) |
| ---------------------------------- | ---------------------------------- |
| Setor                              | Valor                              |
| Setor primário                     | R$ 108.688.000,00                  |
| Setor secundário                   | R$ 12.730.000,00                   |
| Setor terciário                    | R$ 85.344.000,00                   |
| Administração pública              | R$ 65.251.000,00                   |
| Impostos                           | R$ 15.024.000,00                   |
| Total                              | R$ 287.036.000,00                  |

O Produto Interno Bruto (PIB) de Caravelas em 2014 era de aproximadamente 290 milhões de reais. Do valor total do PIB caravelense no referido ano, 108,7 milhões advieram do setor primário, 12,7 milhões do setor secundário, 85,3 milhões do setor terciário, 65,2 milhões da Administração pública e 15,0 milhões foram arrecadados com impostos sobre produtos líquidos de subsídios. O PIB per capita era de 12,8 mil reais.
Em 2010 havia 13.905 habitantes acima de 18 anos no município. Dessa faixa etária, 8.657 (62,3%) eram economicamente ativos e estavam ocupados, enquanto outros 1.880 (13,5%) estavam desocupados. Os demais 3.368 (24,2%) foram considerados economicamente inativos. Das pessoas ocupadas, 32,51% trabalhavam no setor agropecuário, 0,16% na indústria extrativa, 4,62% na indústria de transformação, 6,27% no setor de construção, 0,43% nos setores de utilidade pública, 7,89% no comércio e 34,81% no setor de serviços.

## Geografia
O bioma de Caravelas é Mata Atlântica.
Clima
Segundo dados do Instituto Nacional de Meteorologia (INMET), referentes ao período de 1961 a 1970, 1973 a 1980, 1986 a 1989 e a partir de 1993, a menor temperatura registrada em Caravelas foi de 10 °C em 13 de agosto de 1963, e a maior atingiu 36,6 °C em 20 de março de 2019. O maior acumulado de precipitação em 24 horas foi de 195,2 milímetros (mm) em 27 de setembro de 2000. Outros grandes acumulados iguais ou superiores a 150 mm foram 180,3 mm em 4 de novembro de 2012, 175,6 mm em 29 de novembro de 1999 e 172,2 mm em 19 de janeiro de 1969. Abril de 1995, com 511,4 mm, foi o mês de maior precipitação.
| Dados climatológicos para Caravelas | Dados climatológicos para Caravelas | Dados climatológicos para Caravelas | Dados climatológicos para Caravelas | Dados climatológicos para Caravelas | Dados climatológicos para Caravelas | Dados climatológicos para Caravelas | Dados climatológicos para Caravelas | Dados climatológicos para Caravelas | Dados climatológicos para Caravelas | Dados climatológicos para Caravelas | Dados climatológicos para Caravelas | Dados climatológicos para Caravelas | Dados climatológicos para Caravelas |
| Mês | Jan                                 | Fev                                 | Mar                                 | Abr                                 | Mai                                 | Jun                                 | Jul                                 | Ago                                 | Set                                 | Out                                 | Nov                                 | Dez                                 | Ano                                 |
| --- | ----------------------------------- | ----------------------------------- | ----------------------------------- | ----------------------------------- | ----------------------------------- | ----------------------------------- | ----------------------------------- | ----------------------------------- | ----------------------------------- | ----------------------------------- | ----------------------------------- | ----------------------------------- | ----------------------------------- |
| Temperatura máxima recorde (°C) | 34,8                                | 36,2                                | 36,6                                | 34,6                                | 34,5                                | 32,4                                | 32,1                                | 31,5                                | 32,6                                | 34                                  | 33,4                                | 34                                  | 36,6                                |
| Temperatura máxima média (°C) | 30,5                                | 31                                  | 30,6                                | 29,6                                | 28,3                                | 26,8                                | 26,4                                | 26,6                                | 27,3                                | 28,1                                | 28,6                                | 29,7                                | 28,6                                |
| Temperatura média compensada (°C) | 26,4                                | 26,5                                | 26,5                                | 25,8                                | 24,3                                | 22,8                                | 22,2                                | 22,5                                | 23,5                                | 24,5                                | 25,2                                | 26,1                                | 24,7                                |
| Temperatura mínima média (°C) | 22,8                                | 22,9                                | 23                                  | 22,3                                | 20,7                                | 18,9                                | 18,4                                | 18,4                                | 19,7                                | 21                                  | 22                                  | 22,6                                | 21,1                                |
| Temperatura mínima recorde (°C) | 17,8                                | 18                                  | 18,9                                | 17,3                                | 14                                  | 13,3                                | 12,7                                | 10                                  | 12,7                                | 14,7                                | 16,4                                | 18                                  | 10                                  |
| Precipitação (mm) | 83,8                                | 66,7                                | 147,5                               | 161,8                               | 134,9                               | 85,1                                | 105,6                               | 58,3                                | 90,2                                | 102,7                               | 220,7                               | 148                                 | 1 405,3                             |
| Dias com precipitação (≥ 1 mm) | 8                                   | 7                                   | 12                                  | 13                                  | 11                                  | 11                                  | 12                                  | 9                                   | 9                                   | 9                                   | 11                                  | 10                                  | 122                                 |
| Umidade relativa compensada (%) | 80,1                                | 79,3                                | 82,1                                | 83                                  | 83,9                                | 84,5                                | 84                                  | 81,2                                | 79,6                                | 79,6                                | 81,9                                | 81,2                                | 81,7                                |
| Insolação (h) | 241                                 | 224,8                               | 203,2                               | 191,4                               | 172,2                               | 155,9                               | 169,1                               | 197,2                               | 178,7                               | 186,3                               | 164,1                               | 185                                 | 2 268,9                             |
| Fonte: Instituto Nacional de Meteorologia (INMET) (normal climatológica de 1981-2010; recordes de temperatura: 01/01/1961 a 31/12/1970, 01/01/1973 a 31/12/1980, 01/01/1986 a 31/03/1989 e 01/01/1993 a 22/07/2016 e 01/03/2018-presente) |                                     |                                     |                                     |                                     |                                     |                                     |                                     |                                     |                                     |                                     |                                     |                                     |                                     |

## Infraestrutura

### Saúde
Caravelas ficou na primeira posição do ranking referente aos melhores indicadores de saúde do Programa Previne Brasil nos municípios que fazem parte da microrregião do extremo sul baiano.

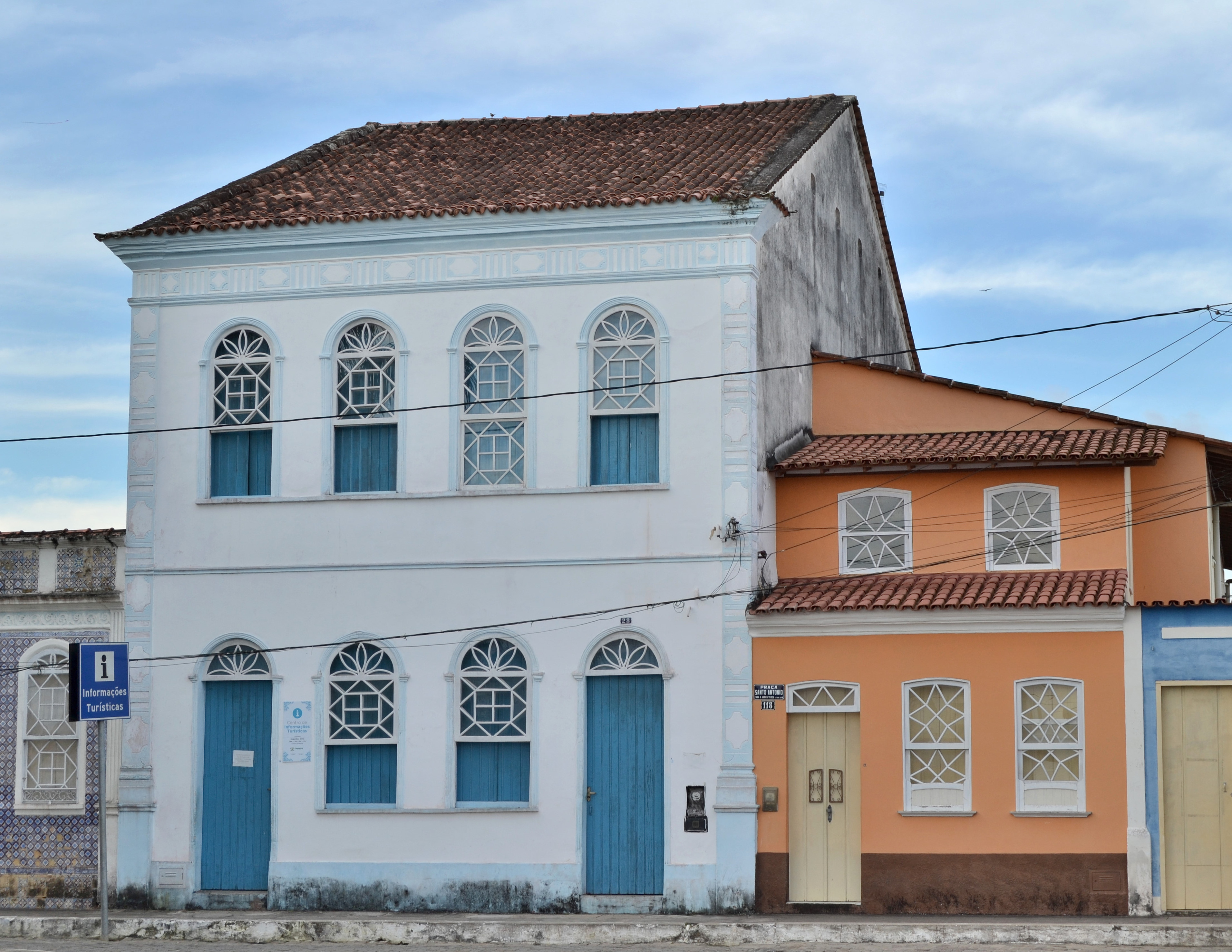
Prédios históricos no Centro de Caravelas
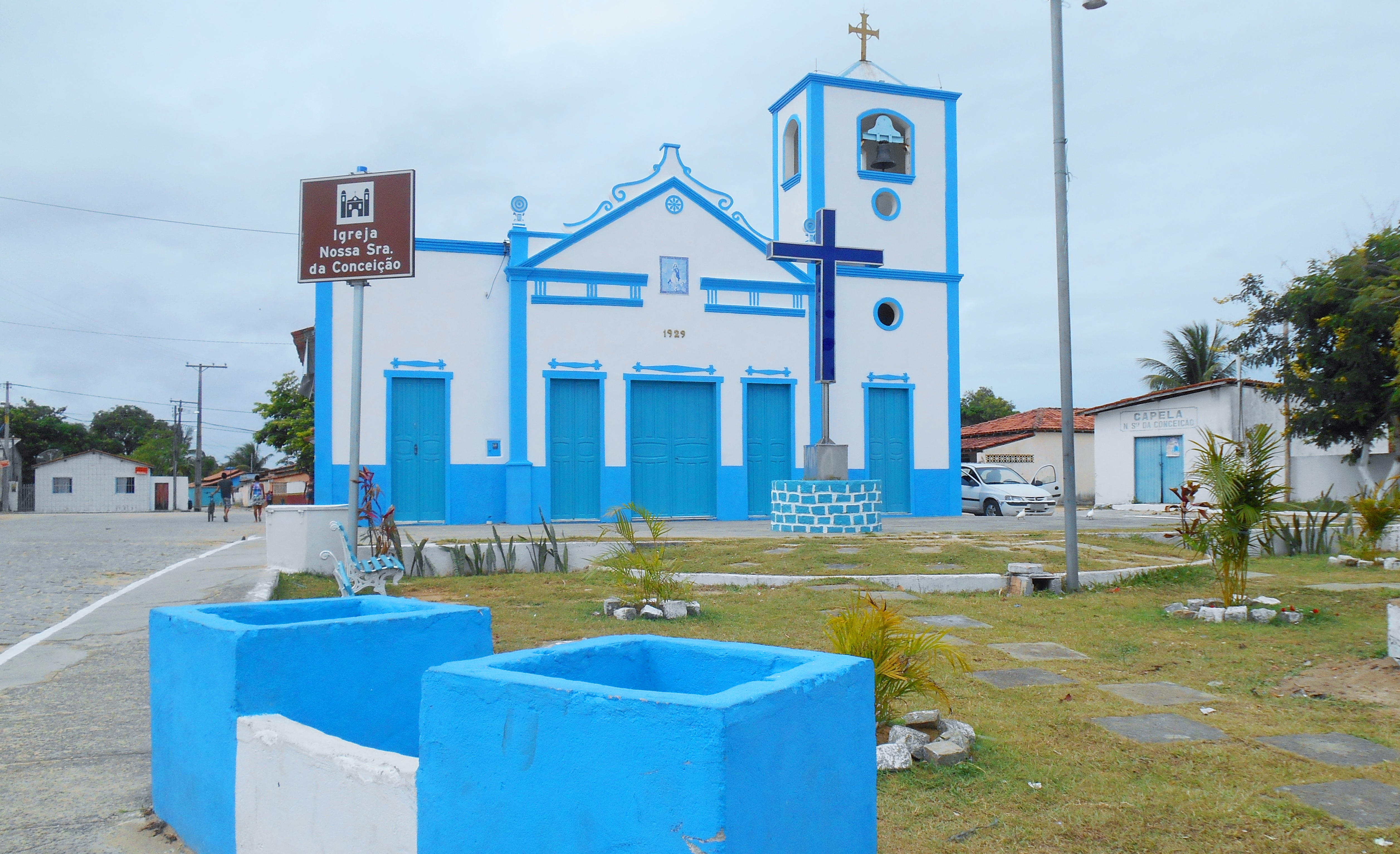
Igreja Nossa Senhora da Conceição
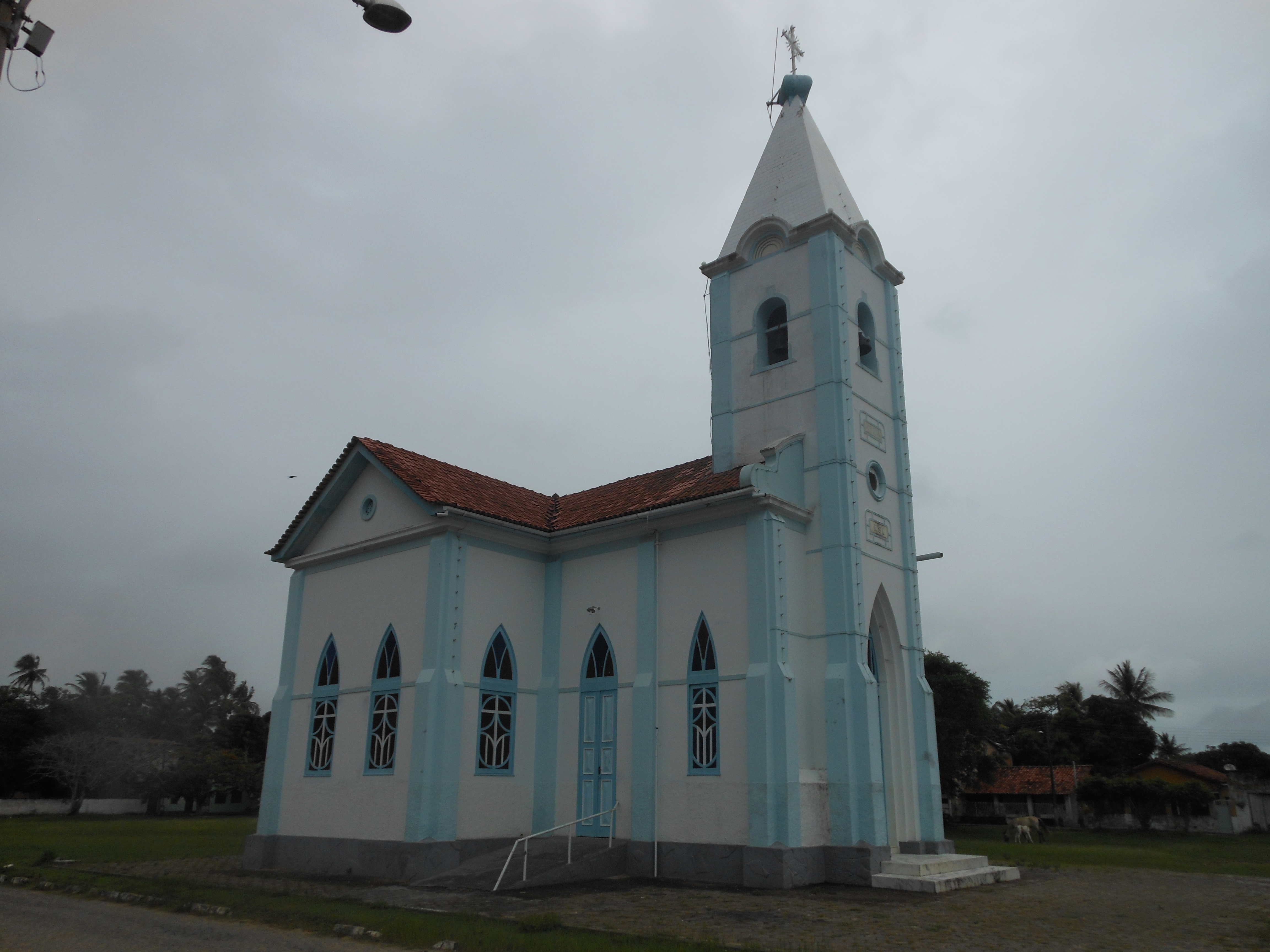
Ponta de Areia
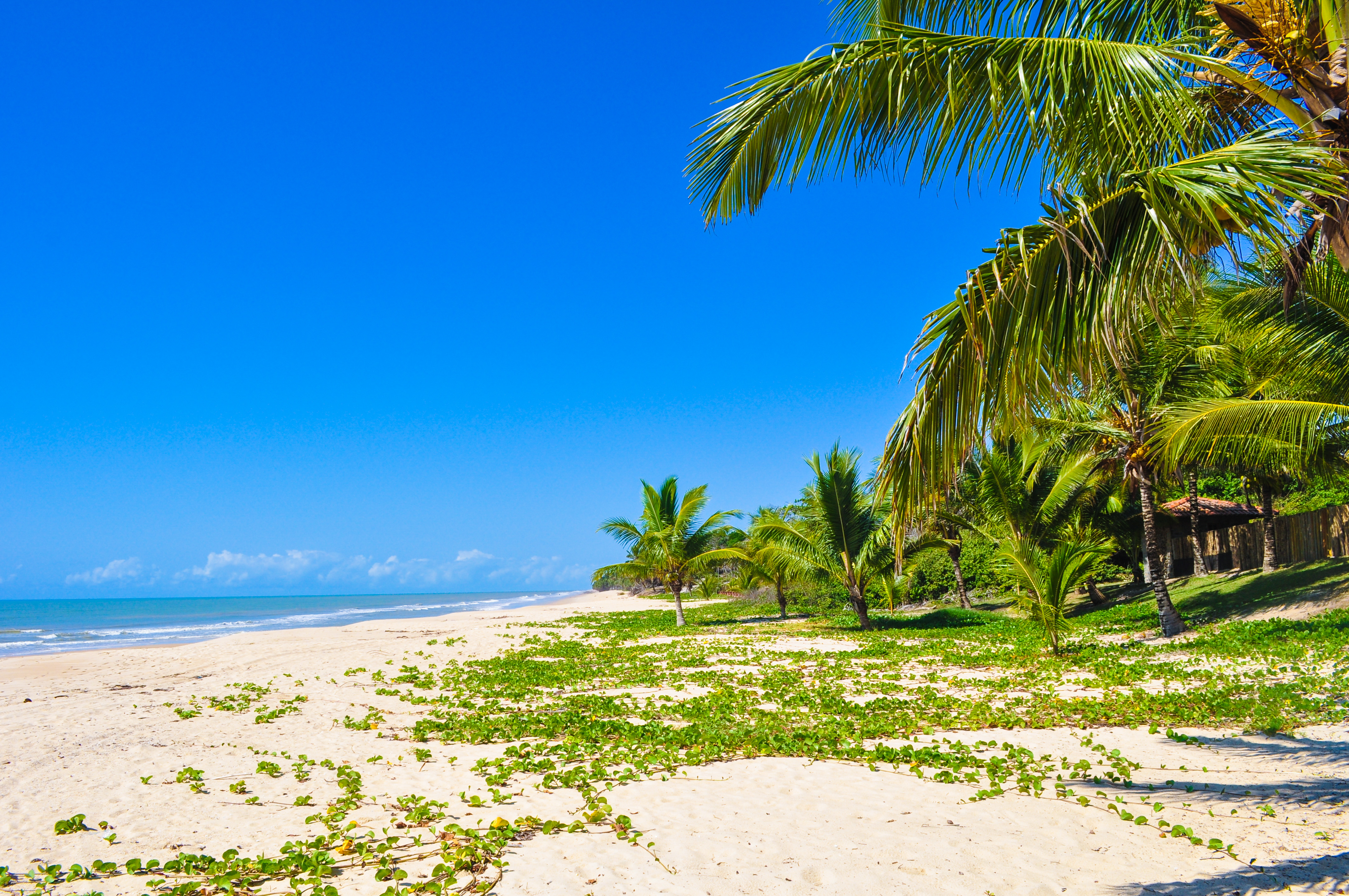
Praia de Caravelas